# وديع تلحوق
وديع جميل تلحوق (1914 - 30 يناير 1984) صحفي وكاتب لبناني. ولد في عيتات في عائلة درزية وعاش معظم حياته في سوريا، تخرج بالجامعة الأميركية في بيروت، عمل في دمشق بالصحافة والتدريس، ثم عين مفتشاً في جبل دروز، وغادر إلى العراق مدرساً ثم عاد إلى الصحافة في دمشق. واختير مستشاراً في جامعة الدول العربية. له مؤلفات في القضية الفلسطينية وکثيراً من المقالات وبحوث وکتب مدرسية وقصائد.

## سيرته
ولد وديع بن جميل تلحوق سنة 1914 في عيتات وتخرج في الجامعة الأميركية في بيروت حاملاً بكالوريوس علوم في فرع التاريخ سنة 1934، دخل الصحافة في دمشق إلى جانب التدريس في بعض المدارس الثانوية، ثم عُيِّن مفتشاً للمعارف في جبل الدروز سنة 1937. 

وفي سنة 1938 غادر البلاد للتدريس في العراق، وفي سنة 1941 عاد إلى الصحافة في دمشق، ثم عُيِّن عضواً منتدباً في لجنة التربية والتعليم سنة 1948، ثم ندب ليكون سكرتيراً للوفد السوري إلى مؤتمر الأونسكو الثالث في بيروت سنة 1948، وفي سنة 1949 ترك وظائف الدولة نهائياً لكنه عاد فعُيِّن سنة 1958 مستشاراً لجامعة الدول العربية، إلى جانب كونه أحد الأعضاء البارزين في مجلس اتحاد الكتاب العرب.

## وفاته
توفي في 30 كانون الثاني 1984 في صوفر بالسكتة القلبية، فنقل إلى بلدته عيتات ودفن فيها.

## مؤلفاته
- فلسطين العربية في ماضيها وحاضرها ومستقبلها، 1945.
- الصليبية الجديدة في فلسطين، 1948.
- سايكس بيكو دعامة الاستعمار الأوروبي في بلاد العرب.
- قضية فلسطين قبل الفتح العربي، منهاج تدريس المسألة الفلسطينية في وزارة المعارف السورية 1948.
- إسرائيل: أيها العربي أعرف عدوك، 195.
- تاريخ المسألة الفلسطينية:ثلاثة كتب مدرسية لصفوف الشهادات الثلاث الابتدائية والتكميلية والبكالوريا السورية، 1953.

وله مقالات كثيرة في مختلف الصحف والمجلات وقصائد.

## وصلات خارجية
- في معجم البابطين

### معلومات
1. ↑  لم يذكر محمد خليل الباشا نسبه الكامل في معجم أعلام الدروز في لبنان ويبدو هو ليس جميل حسين تلحوق (1884 - 23 يونيو 1957) طبيب وسياسي.